# Pepe Escobar

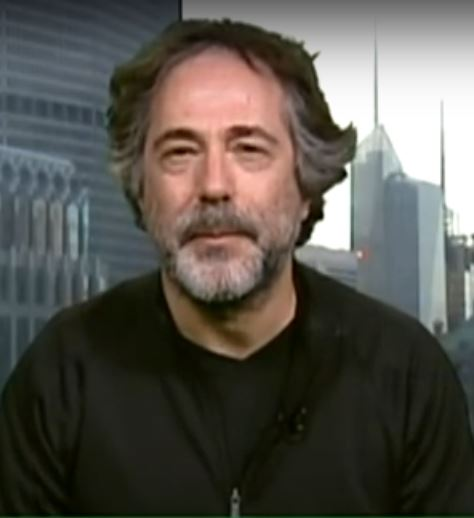
Pepe Escobar

Pepe Escobar (* 1954 in São Paulo) ist ein brasilianischer investigativer Journalist. Er analysiert geopolitische Zusammenhänge.
Er schrieb regelmäßig zwischen 2010 und 2014 die Kolumne „The Roving Eye“ für die Asia Times Online. In Brasilien schrieb er für die Zeitungen Folha de S. Paulo, O Estado de S. Paulo und Gazeta Mercantil. Seit 1985 ist er als Auslandskorrespondent tätig. Escobar lebte in London, Paris, Mailand, Los Angeles, Washington, D.C., Bangkok und Hongkong.
Seine Artikel erschienen bei Russia Today, CBS News, The Real News, Sputnik, TomDispatch, Mother Jones, The Nation, dem staatlichen iranischen Press TV und dem arabischen Nachrichtensender Al Jazeera aus Katar.

## Veröffentlichungen
- Speedball. L&PM Editores, Porto Alegre 1987, ISBN 85-254-0182-X.
- 21 o século da Ásia. Iluminuras, São Paulo 1997.
- Globalistan. How the Globalized World is Dissolving into Liquid War. Nimble Books, Ann Arbor, MI 2006, ISBN 978-0-9788138-2-6.
- Red Zone Blues. A snapshot of Baghdad during the surge. Nimble Books, Ann Arbor, MI 2007, ISBN 978-0-9788138-9-5.
- Obama does Globalistan. Nimble Books, Ann Arbor, MI 2009, ISBN 978-1-934840-83-2.
- Empire of Chaos. The Roving Eye collection. Nimble Books, Ann Arbor, MI 2014, ISBN 978-1-60888-164-2.
- 2030. Nimble Books 2015, ISBN 978-1-60888-035-5.